# Bosque mediterráneo del noreste de España y el sur de Francia
El bosque mediterráneo del noreste de España y el sur de Francia es una ecorregión de la ecozona paleártica, definida por WWF, que se extiende, como su nombre indica, por el noreste de España y el sur de Francia.

## Descripción
Es una ecorregión de bosque mediterráneo que ocupa 90.700 kilómetros cuadrados en la zona costera de la Comunidad Valenciana y Cataluña, las islas Baleares y el sureste de Francia.
Los humedales litorales que alberga se encuentran entre los más importantes de Europa: la Camarga, el delta del Ebro, la albufera de Valencia...

## Clima
Los veranos son secos y calurosos, y los inviernos, templados y húmedos. Son características las lluvias torrenciales en otoño.

## Flora
Entre las especies distintivas destacan la encina y el pino carrasco.

## Fauna
La ecorregión alberga la mayor colonia de gaviota de Audouin (Larus audouinii) en todo el mundo, y la mayor colonia del Mediterráneo de flamenco común (Phoenicopterus roseus).

## Estado de conservación
En peligro crítico. Las principales amenazas son el turismo, los incendios forestales, la urbanización, la agricultura, la contaminación y el uso intensivo del agua.